# Thuidium alvarezianum
Thuidium alvarezianum är en bladmossart som beskrevs av Jules Cardot 1911. Thuidium alvarezianum ingår i släktet tujamossor, och familjen Thuidiaceae. Inga underarter finns listade i Catalogue of Life.